# Tảo bẹ Undaria
Tảo bẹ Undaria tên tiếng Nhật là Wakame/ワカメ/wakame? (Danh pháp khoa học: Undaria pinnatifida) có nguồn gốc từ Nhật Bản, nơi mà chúng được trồng làm thức ăn cho con người. Tảo bẹ Undaria phát tán chủ yếu bằng cách bám vào vỏ tàu. Tảo bẹ Undaria phát triển nhân tạo thành từng đám rậm rạp như rừng, cạnh tranh ánh sáng và chỗ ở dẫn đến việc phá hủy hoặc thay thế các loài động thực vật bản địa. Đây là một loài xâm lấn.